# Dasineura luteofusca
Dasineura luteofusca är en tvåvingeart som först beskrevs av Camillo Rondani 1840.  Dasineura luteofusca ingår i släktet Dasineura och familjen gallmyggor.
Artens utbredningsområde är Italien. Inga underarter finns listade i Catalogue of Life.